# Department of Immigration and Border Protection

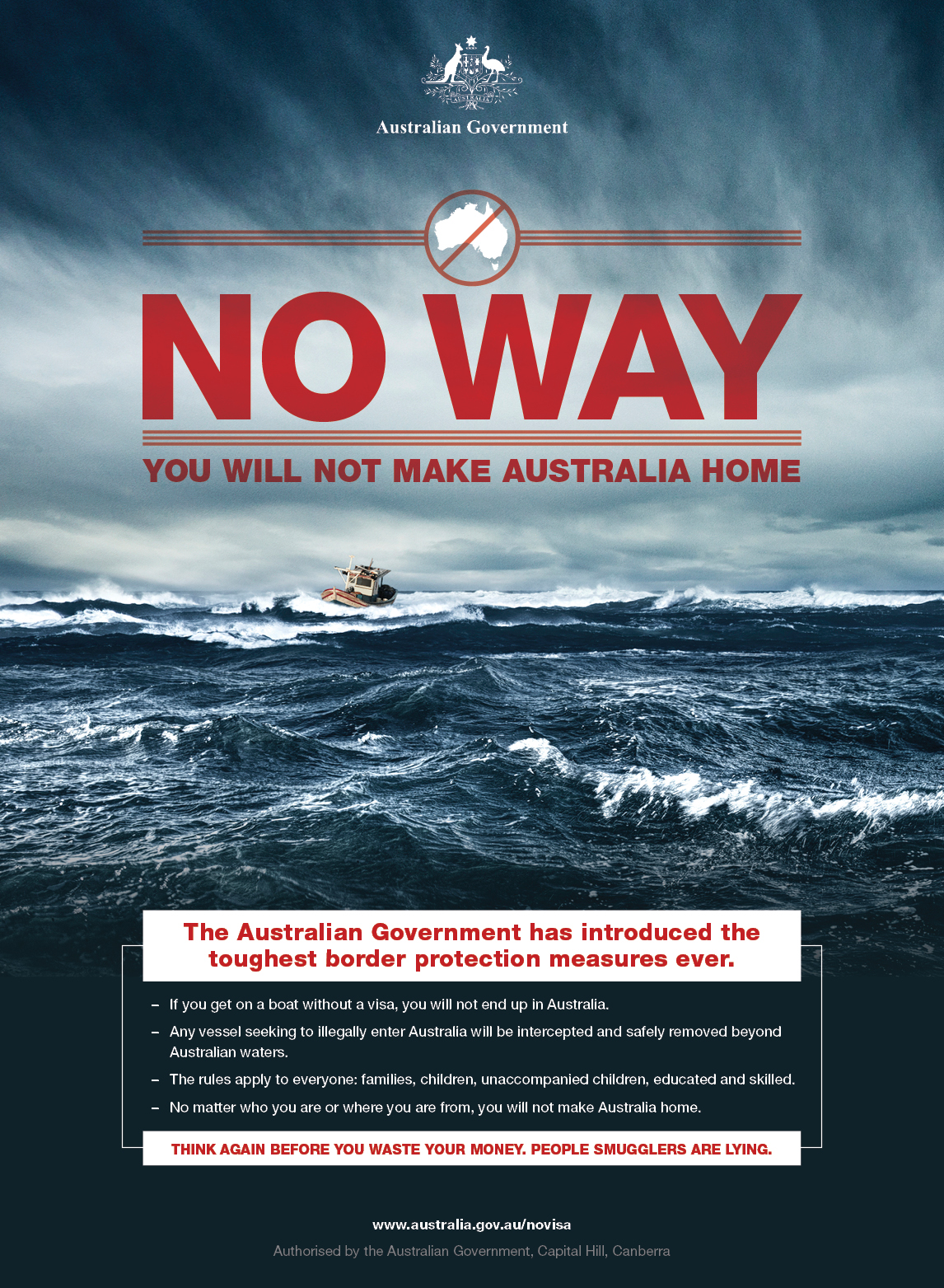
Plakatkampagne der australischen Regierung

Das Department of Immigration and Border Protection (deutsch: Ministerium für Einwanderung und Grenzschutz) ist ein Einwanderungsministerium des Commonwealth of Australia, das Premierminister Tony Abbott von der Liberal Party of Australia nach seinem Amtsantritt im Jahr 2013 einrichtete. Davor hieß das Ministerium unter den beiden Laborregierungen von Julia Gillard und Kevin Rudd Department of Immigration and Citizenship.
Nachdem Abbott im Jahr 2015 als Premierminister abgelöst wurde, kam Malcolm Turnbull in dieses Amt. Derzeit wird dieses Einwanderungsministerium von Peter Dutton geführt. Wie auch die früheren Laborregierungen setzt die amtierende Regierung (Stand: April 2017) die bislang betriebene rigide Migrations- und Asylpolitik gegen die Boatpeople mit der rigiden Anwendung einer Einwanderungshaft fort.

## Entwicklung

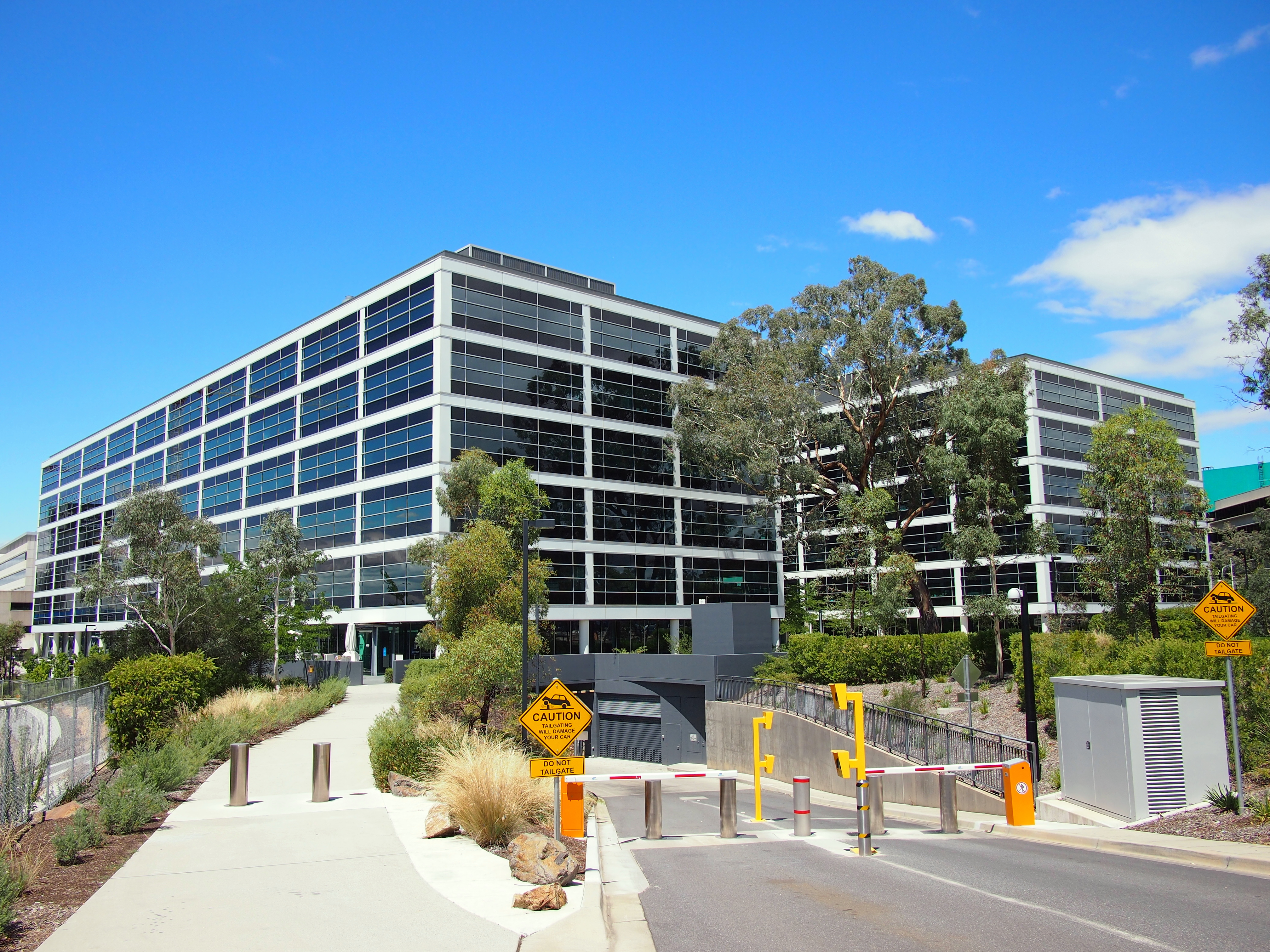
Das Verwaltungsgebäude des Einwanderungsministerium im Stadtzentrum Belconnen von Canberra (Februar 2013)

Geführt wird das Einwanderungsministerium seit 2015 von einer nationalliberalen Regierung von Malcolm Turnbull nachdem Tony Abbott von seinem Amt abgelöst wurde. Die amtierende konservative Koalitionsregierung setzt sich aus Liberal Party of Australia und National Party of Australia zusammen.
Die Arbeitsschwerpunkte des früheren Department of Immigration and Citizenship waren neben der Einwanderung, Grenzkontrollen, Staatsbürgerschaft, auch ethnische und multikulturelle Angelegenheiten. Abbott entfernte nach seinem Amtsantritt den Schwerpunkt zur Multikultur und stellte den Schutz der australischen Außengrenzen in den Vordergrund.
Kevin Rudd hatte Julia Gillard im Jahr 2013 von ihrem Amt als Premierministerin abgelöst. Rudd war nur kurze Zeit Premierminister als zahlreiche Boatpeople Asyl suchten und auch er wollte alle Boatpeople in ausländische Lager internieren. Rudd unterlag allerdings in der Wahl im November 2013 und der konservative Abbott kam an die Macht, der seine Wahlkampagne „stop the boats“ als Nulltoleranzpolitik durchgeführt hatte, die auch Operation Sovereign Borders genannt wird. Damit setzte Abbott die unter Rudd wieder eingeleitete, rigide Migrationspolitik nach seinem Amtsantritt am 18. September 2013 als Premierminister fort, wie auch die nachfolgende Regierung unter Malcolm Turnbull, der Tony Abbott als Premierminister ablöste und seit 15. September 2015 das Amt des australischen Premierministers bekleidet.

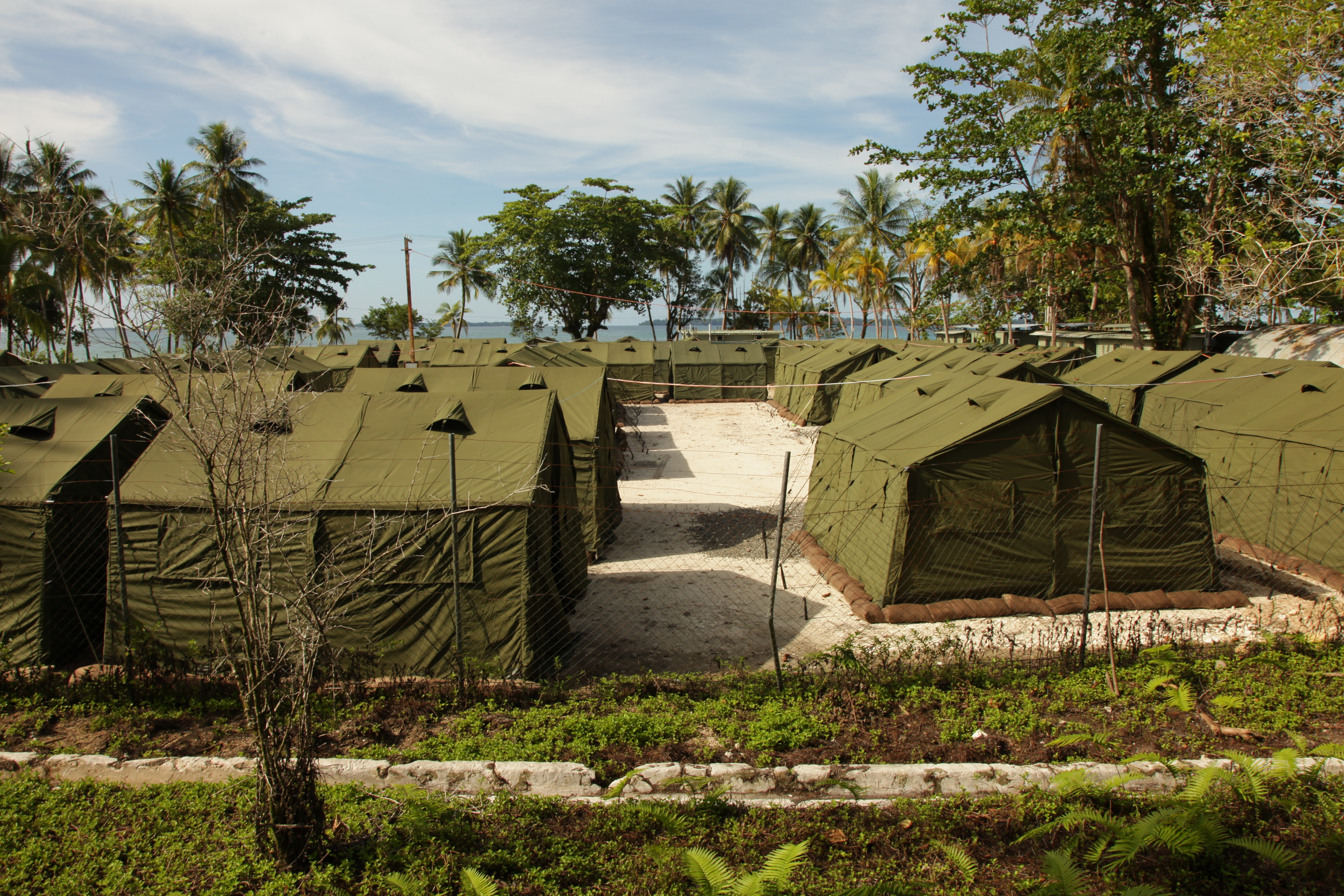
Manus Regional Processing Centre (2012)

Turnball sah sich vor die Tatsache gestellt, dass das höchste Gericht von Papua-Neuguinea entschieden hatte, dass das Manus Regional Processing Centre auf der Insel Manus illegal sei und gegen die Verfassung verstoße. Dieses australische Internierungslager für Boatpeople in einem Drittstaat müsse bis zum 31. Oktober 2017 endgültig geschlossen sein. Turnbull erklärte, dass Australien auf keinen Fall bereit sei, die etwa 900 internierten Boatpeople zu übernehmen.

## Einwanderungsminister
Das Einwanderungsministerium wird derzeit (Stand: April 2017) von Peter Dutton von der Liberal Party of Australia geführt.

## Namen der Einwanderungsministerien seit 1945
Von 1901 bis 1945 gab es kein eigenständiges Einwanderungsministerium, sondern die Belange wurden in Unterabteilung anderer Ministerien bearbeitet.
| Name                                                               | Abkürzung | Beginn | Ende    | Regierung                  |
| ------------------------------------------------------------------ | --------- | ------ | ------- | -------------------------- |
| Department of Immigration                                          | DI        | 1945   | 1974    |                            |
| Department of Labor and Immigration                                | DLI       | 1974   | 1975    |                            |
| Department of Immigration and Ethnic Affairs                       | DIEA      | 1975   | 1987    |                            |
| Department of Immigration, Local Government and Ethnic Affairs     | DILGEA    | 1987   | 1993    |                            |
| Department of Immigration and Ethnic Affairs (II)                  | DIEA      | 1993   | 1996    |                            |
| Department of Immigration and Multicultural Affairs                | DIMA      | 1996   | 2001    |                            |
| Department of Immigration and Multicultural and Indigenous Affairs | DIMIA     | 2001   | 2006    |                            |
| Department of Immigration and Multicultural Affairs (II)           | DIMA      | 2006   | 2007    |                            |
| Department of Immigration and Citizenship                          | DIAC      | 2007   | 2013    | Australian Labor Party     |
| Department of Immigration and Border Protection                    | DIBP      | 2013   | aktuell | Nationalliberale Koalition |